# Forge World
Forge World skapades 1999 och är ett brittiskt rollspelsföretag baserat i Nottingham och dotterbolag till Games Workshop. Forge worlds gör modeller som representerar sällsynta fordon, arméer eller monster som finns i Warhammers världar. För att använda många av Forge Worlds figurer finns det regler i Imperial Armour böckerna för majoriteten av deras sortiment. 

## Produkter
- 28mm miniatyrer – finns det flera stora olika varianter för existerande figurer. Forge world har även modeller för Battlefleet Gothic och Epic Armageddon. De har även några stora monster för Warhammer fantasy.
- Aeronautica Imperialis – Släpptes 2007, det är ett bordspel där man slåss i luften, samt mot grundmål som har samma skala som Epic Armageddon.
- Böcker – Spelregler för Forge worlds modeller samt bakgrundsfakta för de olika enheterna.
- Byster och modeller i större skala – Förut släppte Forge World ut byster och storskalmodeller med Warhammer karaktärer som modeller, oftast som begränsad upplaga.
- Terräng – Forge world gör även terräng till Warhammer[2]